# Тарелки
Тарелки — ударный музыкальный инструмент в виде парного или одинарного металлического диска с неопределённой высотой звучания.

## История
Известны с древнейших времен, встречаясь в Китае, Индии, позже — в Греции и Турции.
Тарелки, вместе с увеличением группы ударных в оркестре, вероятно, впервые появились в партитурах Глюка. В конце XVIII века, в период Гайдна и Моцарта тарелки (вместе с большим барабаном и треугольником) в оперных партитурах встречались редко, только с целью отразить варварский или турецкий колорит (см. Янычарская музыка). В симфониях они встречаются единственный раз, в «Военной симфонии» Гайдна, что было исключением для того времени. В концертных произведениях второй четверти XIX века тарелки требуются всё чаще и чаще, уже практически во всех партитурах. Берлиоз жаловался на несовершенство оркестров того времени: «Тарелки всегда были либо треснутые, либо выщербленные». В последние десять лет XIX века в качестве нового эффекта в оркестре становятся резкие удары по тарелке палочкой или «гвоздём» от треугольника. Дебюсси в своих партитурах извлекает очень тонкие эффекты, едва уловимое тремоло тарелок, появляющееся и исчезающее.

## Описание
Представляют собой диск выпуклой формы, изготовленный из особых сплавов путём литья и последующей ковки. В центре тарелки имеется отверстие, предназначенное для закрепления инструмента на специальной стойке или для прикрепления ремня.
Среди основных приёмов игры: удары различными палочками и колотушками по подвешенным тарелкам, удары парных тарелок друг о друга, игра смычком. Подвесную тарелку заглушают, зажимая пальцами, парные прекращают звучать от прикладывания музыкантом тарелок к своей груди.
Как правило, удары тарелок приходятся на сильную долю, одновременно с большим барабаном. Их партии пишутся рядом. Звук тарелок в forte резкий, блестящий, дикий, в piano — таинственно шелестящий и гораздо мягче. В оркестре тарелки прежде всего динамически подчёркивают кульминацию, но нередко их роль сводится к красочной ритмике или специальным изобразительным эффектам.

## Ручные тарелки
- Оркестровые тарелки — используются в духовом, симфоническом и других видах оркестров.
- Караталы — индийский инструмент, использующийся в религиозных песнопениях.
- Тиньша — непальские и тибетские тарелочки, использующиеся как колокольчики (см. в ст. караталы).
- Сагаты — пальцевые тарелочки, использующиеся танцовщицами во время исполнения восточных танцев.
- Чинг — таиландские и индонезийские тарелочки.
- Кимвалы — древнегреческие тарелочки.

Другие виды:
- Парные тарелочки бубна или тамбурина.

- Сагаты
- Двойные тарелочки на тамбурине

## Тарелки для ударной установки
- Хай-хэт, чарльстон[3] — парные тарелки, управляемые педалью. Обычный диаметр 13—14" (дюймов)[4].
- Райд — ведущая тарелка[5]. В отличие от крэша край райда достаточно толстый. Обычный диаметр 20"[4].
- Крэш — тарелка с плавным уменьшением толщины от купола к краю. Обладают плотным широкополосным звучанием. Обычный диаметр 16—18". В оркестре используют пару таких тарелок, удерживаемых в руках и ударяемых друг о друга[4].

Эффект-тарелки
- Сплэш — маленькие и тонкие тарелки с шипящим звуком. Ударяют по ним очень сильно. Предназначены для выделения акцентов, чаще всего синкопированных. Обычный диаметр 8—10"[4].
- Чайна — тарелки с краем, изогнутым против направления изгиба основной части тарелки (райд-зоны). Толщина от купола к краю практически не меняется. Звучание грязное и громкое. Предназначены для игры крэш и райд-партий. Диаметр 6—27". Тарелки диаметром 12" и менее могут называться чайна-сплэш или мини чайна[4].
- Свиш и панг — чайна-подобные тарелки для игры райд-партий. Свиш чаще всего используют с заклёпками как на сизле. Обычный диаметр 16—22", для панга — 18—20"[4].
- Сизл (sizzle cymbal[3]) — тарелка райд с дополнительным металлическим элементом (клёпками или цепочкой) для дребезжащего звучания[4].

- Хай-хэт
- Райд
- Крэш
- Сплэш
- Чайна